# Love Me (chanson de Jerry Leiber et Mike Stoller)
Pour les articles homonymes, voir Love Me.
Love Me est une chanson sentimentale composée par Jerry Leiber & Mike Stoller et popularisée par Elvis Presley en 1956. Conçue comme une parodie de la musique country et western par le duo, elle a d’abord été interprétée par Willie And Ruth en 1954 (Spark 105), puis par Georgia Gibbs la même année. Les auteurs ont affirmé que cette chanson devait être une de leurs pires compositions. Ils apprécieront cependant la version qu’offrit Presley.
Elvis Presley enregistre la chanson le 1er septembre 1956 pour son deuxième album, Elvis (RCA Victor, LPM-1382) qui sort le 19 octobre suivant. On retrouve également la chanson sur le maxi-45 tours Elvis, Vol. 1 (RCA Victor, EPA-992) et elle grimpe jusqu’à la 6e position du palmarès HOT 100 du Billboard aux États-Unis, une première pour un titre ne provenant pas d’un simple. RCA avait considéré un moment à faire paraître Love Me en simple, mais la trop grande ressemblance de ce titre avec celui d’un autre simple du chanteur, Love Me Tender, empêcha sa sortie sous ce format, la compagnie craignant une confusion chez le public. Presley chantera Love Me notamment lors d'un passage au Ed Sullivan Show, le 28 octobre 1956, il la reprendra dans le cadre de son émission spéciale Elvis en 1968, au réseau NBC, et fera souvent partie des concerts qu'il donnera dans les années 70.
Johnny Burnette reprend Love Me en 1960, dans un style similaire à celui de Presley, sur son album Dreamin’ (Liberty LST 7179) et sur le maxi-45 tours Dreamin’ (Liberty LSX 1004).
Ce titre ainsi que son classique Love Me Tender ont été interprétés par Nicolas Cage dans le film Sailor & Lula de David Lynch en 1990.
Ces deux reprises figurent sur la bande originale du film.
En 1991, Davis Daniel la chante avec des arrangements plus country sur son premier album, Fighting Fire With Fire, sur l’étiquette Polygram. Plus récemment, notons la version de la canadienne Rita Chiarelli, sur son album Just Gettin’ Started (Stony Plain Music, 1994).
La version studio d’Elvis Presley a été utilisée dans le film québécois Le Collectionneur de Jean Beaudin en 2002.
Autres artistes ayant interprété la chanson :
- The Corn Sisters
- The Frantic Flinstones
- Robert Gordon
- Ed Greer
- The Little Willies
- Engelbert Humperdinck
- The Mavericks
- Ronnie McDowell
- The Regents
- Link Wray
- Say Zuzu
- Vince Taylor